# Kruto
Kruto († um 1090) war ein elbslawischer Fürst, der im 11. Jahrhundert von Wagrien aus den Stammesverband der Abodriten beherrschte.
Nach der Ermordung Gottschalks bedeutete Krutos Wahl zum Fürsten der Wagrier das vorläufige Ende von mehr als 150 Jahren Samtherrschaft der christlichen Nakoniden. Kruto verhalf dem polytheistischen Stammesglauben in Wagrien zur alleinigen Geltung. Nach Erlangung der Samtherrschaft über den abodritischen Stammesverband machte er sich Nordalbingien tributpflichtig und griff nach Dänemark aus. Als Verbündeter Heinrichs IV. kämpfte er gegen die Billunger in Hamburg. Im hohen Alter erschlug ihn ein Gefolgsmann des mit den Billungern und den Dänen verbündeten Nakoniden Heinrich von Alt-Lübeck.
Von Kruto berichtet ausschließlich die Chronica Slavorum des Helmold von Bosau. Galt Krutos Herrschaft dem Mecklenburger Historiker Beyer 1848 noch als „die glänzendste Periode in der ganzen Geschichte“ der Abodriten, reduzierte ihn die spätere Geschichtsschreibung auf einen grausamen Christenfeind. Lammers schließlich sah in ihm 1981 einen wagrischen Separatisten, dessen heidnisch-nationalistische Staatsidee sich gegenüber den Nakoniden nicht durchzusetzen vermochte.

## Herkunft und Familie
Kruto, Sohn des ansonsten unbekannten Grin, entstammte einem wagrischen Fürstengeschlecht, welches seinen Stammsitz auf der Burg Starigard im heutigen Oldenburg in Holstein hatte.
Sein Name bedeutet in mehreren slawischen Sprachen „grausam“ oder „gewaltig“. Kruto war mit Slawina verheiratet. Aus dieser oder einer vorangegangenen Verbindung ging mindestens ein namentlich nicht näher bekannter Sohn hervor. Für die Jahre 1138 und 1150 sind mit Race und Rochel zwei Abkömmlinge Krutos genannt (de semine crutonis), bei denen es sich um Enkel Krutos handeln könnte. Races Sohn Nicolaus ist für das Jahr 1168 als dänischer Statthalter Schleswigs bezeugt. Ältere Versuche, Kruto mit dem ranischen Fürstenhaus in Verbindung zu bringen, gelten heute als widerlegt.

## Leben
Kruto profitierte vom Aufstand der heidnischen Reaktion unter Führung des Blusso gegen den aus der Dynastie der Nakoniden stammenden christlichen Samtherrscher Gottschalk. Als Folge dieses Aufstandes von 1066 und der Ermordung Gottschalks wurden Gottschalks Söhne und (Thron-)Erben Heinrich von Liubice und Budivoj aus dem Stammesgebiet vertrieben. Während Heinrich, der mütterlicherseits aus der dänischen Königsfamilie stammte, nach Dänemark entwich, floh Budivoj zu den Sachsen. Mit deren Hilfe gelang es ihm kurzzeitig, die Macht über den Stamm der Abodriten im engeren Sinn zu übernehmen. Sein Versuch, die Samtherrschaft über das Abodritenreich zurückzugewinnen und Kruto zu unterwerfen, scheiterte. Budivoj wurde von Kruto auf der Inselburg Plön in eine Falle gelockt und mit sämtlichen Gefährten unter Wortbruch erschlagen.
Kruto wurde nach der Ausschaltung der Gottschalksöhne zum Samtherrscher der Abodriten gewählt. Die Wahl Krutos bringt die ganze Tragweite des innerabodritischen Umbruchs zum Ausdruck, umging die abodritische Opposition damit doch das Erbrecht der Nakoniden, was nach Auffassung des Chronisten Helmold von Bosau einen schweren Rechtsbruch darstellte. Unter Krutos Herrschaft gerieten die nordelbischen Sachsen in eine tributäre Abhängigkeit von den Abodriten. Kruto scheint außerdem dem slawischen Adel bei auf gefolgschaftsähnliche Verbände gestützten Plünderungszügen ins Sachsengebiet freie Hand gelassen zu haben. Auf Krutos Veranlassung erfolgte der Ausbau der Burg Bucu, gelegen auf einem Werder zwischen Trave und Wakenitz, am Ort des späteren Lübeck.
Im Alter geriet Krutos Herrschaft durch den nach Dänemark entflohenen Heinrich von Alt-Lübeck in Gefahr. Kruto konnte um 1090 zwar eine Invasion Heinrichs abwehren, der von seinen dänischen Verwandten militärisch unterstützt wurde. In der Folge vermochte Kruto aber nicht zu verhindern, dass Heinrich nach Wikingerart mehrfach die wagrischen Küsten überfiel und plünderte. Angesichts dieses Drucks fand sich Kruto zu einem Kompromiss bereit und willigte ein, Heinrich einen Teil Wagriens als Herrschaftsgebiet zu überlassen.
Krutos Plan, Heinrich auf einem Gastmahl zu ermorden, wurde Heinrich von Krutos Gattin Slawina hinterbracht. Daraufhin ließ Heinrich Kruto auf dieser Feier von einem aus Dänemark stammenden Gefolgsmann erschlagen, heiratete die frisch verwitwete Slawina, übernahm Land und Herrschaft im gesamten Abodritenverband und „nahm Rache an seinen Feinden“.

## Nachwirkung
Von Kruto berichtet ausschließlich der Bosauer Pfarrer Helmold in seiner Chronica Slavorum aus dem 12. Jahrhundert. Helmold, selbst Sachse und ausgewiesener Anhänger der christlichen Nakoniden, beschreibt Kruto als „hinterlistigen“ und „unaufrichtigen“ Feind der Nakoniden, als „Verfolger der Christen“ und „größten Feind der Sachsen.“ Demgegenüber erwähnt der zeitgenössische Chronist Adam von Bremen Kruto in seiner Hamburger Kirchengeschichte nicht. Der Erwähnung Krutos (Crito) in der Mecklenburgischen Reimchronik des Ernst von Kirchberg aus dem Jahre 1379 beruht auf Helmolds Bericht.
1848 widmet der Schweriner Archivar Wilhelm Gottlieb Beyer Kruto eine umfangreiche Untersuchung in den Jahrbüchern des Vereins für mecklenburgische Geschichte und Altertumskunde. Beyers für damalige Verhältnisse fortschrittlicher Aufsatz galt jedoch weniger Kruto als einer Revision der Abstammungsgeschichte des mecklenburgischen Fürstenhauses. Über Jahrhunderte hatten die Niklotiden ganz im Stile ihrer Zeit die Herkunft von fantastischen Ahnen gepflegt. Beyer verwarf diesen Ansatz und unternahm den Versuch einer quellenbasierten Genealogie, in der er die Herkunft der Niklotiden auf Kruto zurückführte, den er für einen ranischen Fürsten hielt. 1885 widerlegte sein Nachfolger Friedrich Wigger Beyers Thesen, und seit dem Erscheinen von Richard Wagners Wendenzeit im Jahre 1899 versteht die Geschichtswissenschaft Kruto als abodritischen Fürsten wagrischer Herkunft.